# Флаг Дорсета
Флаг Дорсета — флаг английского графства Дорсет, также известный как Дорсетский Крест или Крест Святой Виты. Он был выбран 16 сентября 2008 года после голосования, организованного Советом округа Дорсет, из 29 вариантов. Впоследствии флаг был зарегистрирован в Институте флага и добавлен в Реестр флагов Великобритании.
Флаг Дорсета выполнен в трех цветах — красном, белом и золотом. Золотой и алый цвет связаны с цветами герба совета графства, а также с цветами бывшего Дорсетского полка. Флаг получил название «Флаг святой Виты» в честь местной святой. По легенде, святая Вита (Кандида) была убита датчанами-викингами: церковь, где хранятся её мощи, была построена в конце IX в. Альфредом Великим. По замыслу создателей флага, имя Виты, церковь и мощи которой сохранились с раннего Средневековья, символизирует неизменность ландшафта Дорсета.